# Локомотив (стадион, Курган)
«Локомоти́в» —  бывший стадион в городе Кургане. Сейчас после реконструкции на его месте находится стадион-парк "Энергетик"

## История стадиона
Стадион «Локомотив» построен в 1936 году на западной окраине микрорайона Шевелёвка, на берегу реки Тобол.
До 2005 года стадион «Локомотив» был домашней ареной для футбольного клуба «Локомотив» участвовавшего в чемпионате Курганской области по футболу.
До августа 2021 года входил в спортивный комплекс курганского физкультурно-спортивного клуба «Локомотив» — структурного подразделения дорожного физкультурно-спортивного клуба «Локомотив» дирекции социальной сферы Южно-Уральской железной дороги — филиала ОАО «РЖД». В августе 2021 года передан в муниципальную собственность.
В июле 2022 года началась реконструкция стадиона «Локомотив». Победителем электронного аукциона признана московская фирма ООО «Билдинг Технолоджис». Реконструкция стадиона производилась на средства благотворительной организации — компании СУЭНКО. 

## После реконструкции
После реконструкции было решено назвать новый стадион-парк "Энергетик". В нём были демонтированы асфальтовое покрытие, трибуны, домик лыжной базы. Создан спортивно-рекреационный парк. Построены площадки: для воркаута, для скейтбординга и велопаркура, для прогулок и тихого отдыха. Были установлены тренажеры для детей и взрослых и людей с ограниченными возможностями здоровья. Построена и прогулочная аллея. В центре стадиона находится поле для пляжного футбола, огороженное 3D-забором. Стену забора возле объекта украсили художники из творческого объединения «Абстракт». Сумма проекта составляет 66 млн. 843 тыс. рублей.

## Сооружения до реконструкции
Единственная трибуна на стадионе расположена с западной стороны. Её основание — деревянное. Вместимость трибуны 288 мест.
На территории стадиона находятся пункт выдачи коньков, футбольное поле с травяным покрытием 5000 м², два сектора для прыжков в длину, волейбольная площадка 128 м², площадка для стритбола.

## Адрес
640003, Курган, ул. Пушкина, 14

## См. Также
Стадион-парк "Энергетик"
Микрорайон Шевелёвка